# Esende
Ne doit pas être confondu avec Essende.
Esende est un village du Gabon sur la rive droite de l'Ogooué.